# THE LAST WEDNESDAY TOUR 2006〜HERE COMES THE WAVE〜
『THE LAST WEDNESDAY TOUR 2006〜HERE COMES THE WAVE〜』（ザ・ラスト・ウェンズデイ・ツアー 2006 ヒア・カムズ・ザ・ウェイブ）は、松任谷由実（ユーミン）の9作目のライブビデオ。2007年3月7日に東芝EMIからリリースされた（TOBT-5516/5517）。

## 解説
- 2006年7月27日にさいたまスーパーアリーナで行われた「THE LAST WEDNESDAY」ツアーの模様を収録。但し、当日披露された「青いエアメイル」と「卒業写真」は未収録。
- 2006年10月9日、WOWOWで「THE LAST WEDNESDAY TOUR 2006」を放送。
- Yahoo! JAPANでは「The Secret of The Last Wednesday tour 2006」を配信（一部DISC2に収録）。
- 初回限定のみユーミンスペクタクル「シャングリラIII」チケット先行予約ハガキ封入。
- ベスト・アルバム『SEASONS COLOURS -春夏撰曲集-』が同時発売された。
- 他会場ではアルバム収録曲の「もうここには何もない」の他、「ずっとそばに」、緑の町に舞い降りて」、「14番目の月」が演奏された。
- オリジナルツアーの映像としては、1995年『INTO THE DANCING SUN』以来、12年ぶりの販売となる。

## 収録曲

### DISC1
1. ただわけもなく
2. セイレーン
3. Blue Planet
4. 海に来て
5. 夕涼み
6. 哀しみのルート16
7. 稲妻の少女
8. ルージュの伝言
9. シーズンオフの心には
10. Hello, my friend
11. やさしさに包まれたなら
12. あなたに届くように
13. 虹の下のどしゃ降りで
14. ハートブレイク
15. TYPHOON
16. リフレインが叫んでる
17. LATE SUMMER LAKE
18. WANDERERS
19. 時空のダンス
20. Escape
21. 埠頭を渡る風
22. 守ってあげたい
23. Forgiveness
24. DESTINY

### DISC2
1. Yuming's Diary of THE LAST WEDNESDAY TOUR
2. Forgiveness（Promotion Video）

作詞・作曲：松任谷由実（#1-#7,#9,#10,#12-#24）、荒井由実（#8,#11）　編曲：武部聡志

## 参加ミュージシャン
- ドラム：村石雅行
- ベース：田中章弘
- ギター：市川祥治、中川雅也
- キーボード：武部聡志
- コーラス：松岡奈緒美、今井正喜、須藤美恵子
- パーカッション：小野かほり